# السفري
السفري إحدى القرى اللبنانية من قرى قضاء بعلبك في محافظة بعلبك الهرمل.
- يحدها من الغرب الجامعة الأميركية كلية الزراعة ومن الشرق بلدة الخضر ومن الجنوب الشرقي بلدة النبي شيت ومن الشمال بلدتي طليا وحوش السنيد وهي على حدود اوتستراد رياق-بعلبك.
- تبعد عن زحلة حوالي 20 كلم.
- تبلغ مساحتها حوالي 3 كلم2.
- ترتفع عن سطح البحر 1050 متر .
- تشتهر بكثرة الأشجار المثمرة مثل: الدراق النكترين والخوخ (الجوهرة السوداء).
- عدد سكانها: ما يُقارب ال 1000 نسمة.
- سميت السفري لأن تربتها مائلة إلى الإصفرار.
- البلدة تسعى لكي يُصبح لديها بلدية من أجل الحصول على اهتمام الدولة من عدة جوانب منها بناء مدرسة.
- المعالم الأثرية: مُرتفع ونبع التل الروماني .